# Fredrik Adolf Rinman
Fredrik Adolf Rinman, född 28 maj 1807 i Sankt Nikolai församling, Stockholm, död 4 december 1882 i Jakob och Johannes församling, Stockholms stad, var en svensk grosshandlare och politiker. 

## Biografi
Fredrik Adolf Rinman föddes 1807. Han var son till grosshandlaren Fredrik Niklas Rinman och Maria Kristina Martin. Rinman blev 1825 student vid Uppsala universitet och avlade 1827 kansliexamen. Han arbetade som grosshandlare och var från 1851 till 1857 suppleant i riksbankens styrelse. Rinman var riksdagsman för borgarståndet i Stockholm vid ståndsriksdagarna riksdagen 1850–1851, riksdagen 1853–1854, riksdagen 1856–1858, riksdagen 1859–1860, riksdagen 1862–1863 och riksdagen 1865–1866. Han var ledamot i konstitutionsutskottet 1853–1863.